# Bielikowo
Bielikowo is een plaats in het Poolse district  Gryficki, woiwodschap West-Pommeren. De plaats maakt deel uit van de gemeente Brojce en telt 252 inwoners.

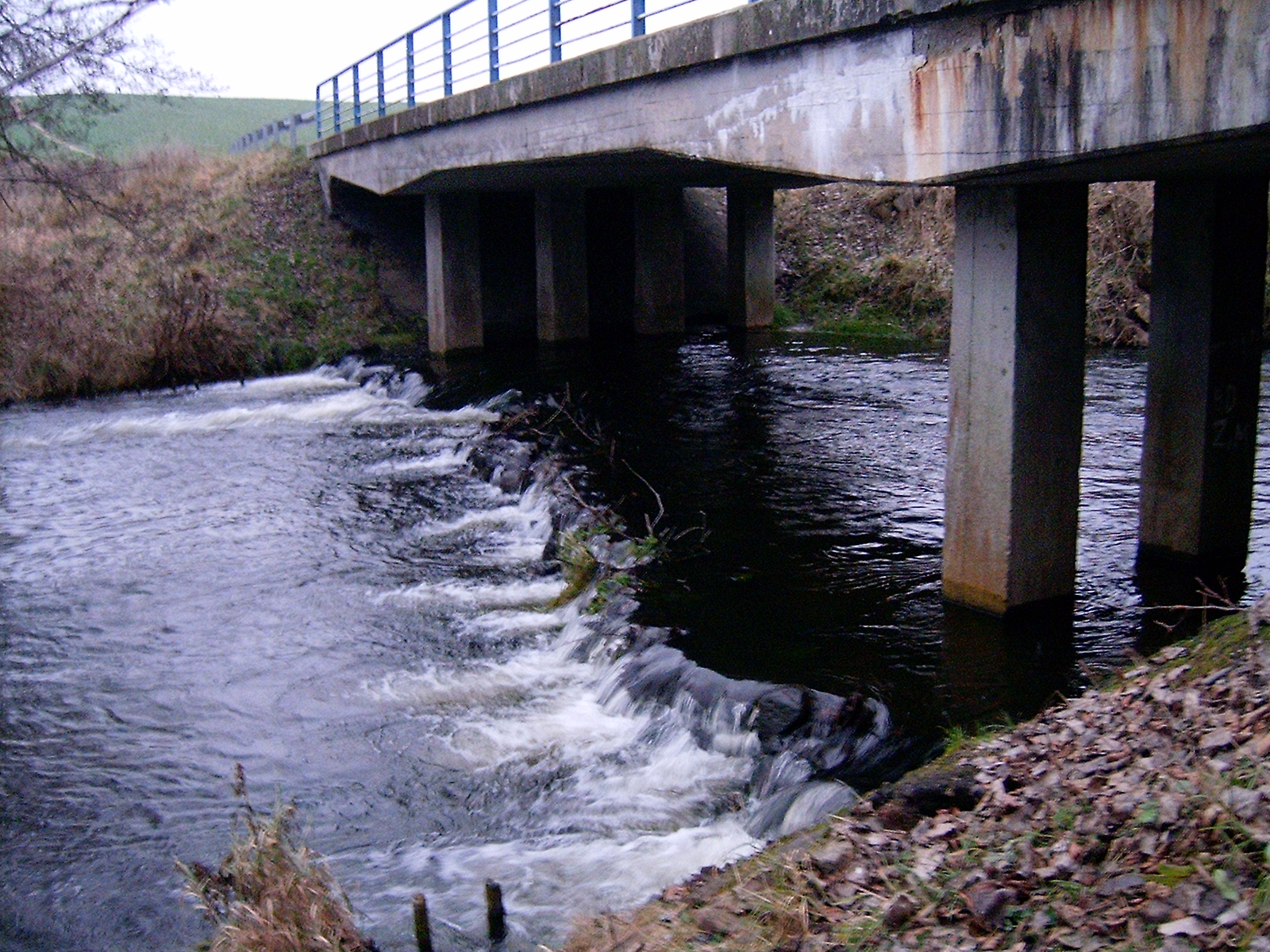
Rivier bij Bielikowo
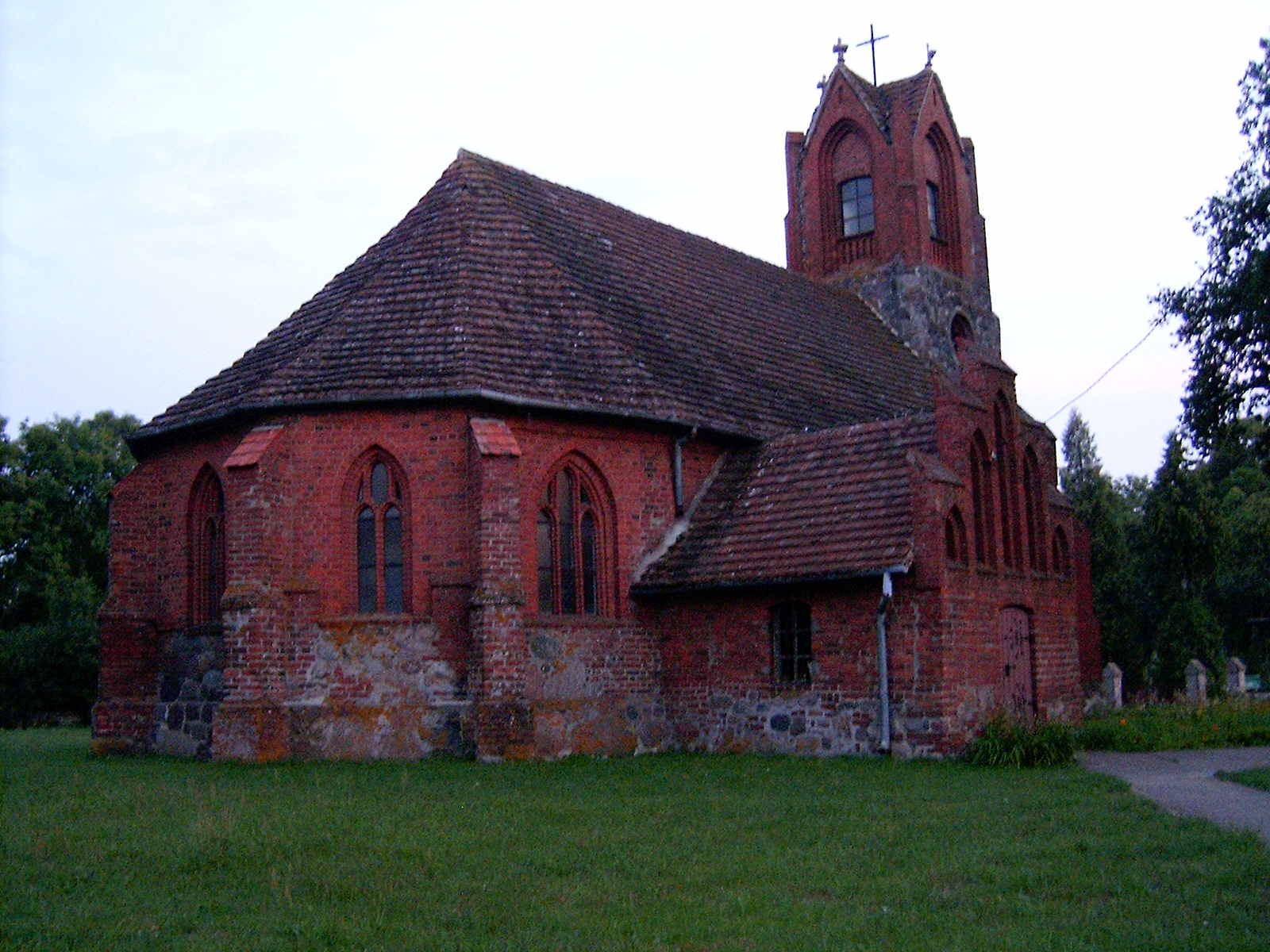
Kerk in Bielikowo